# Тринадцатый Толедский собор
Тринадцатый Толедский собор (лат. Synodus Toletana decimum tertium) — один из соборов, проводившихся в городе Толедо, столице Вестготского королевства.
Собор, созванный по повелению вестготского короля Эрвига, открылся 4 ноября 683 года. В синоде приняли участие 77 епископов во главе с Юлианом Толедским, 5 аббатов и 30 других высокопоставленных служителей церкви.
Тринадцатый Толедский собор был посвящён решению участи участников восстания герцога Павла, произошедшего в 673 году в правление короля Вамбы. По просьбе Эрвига церковнослужители одобрили решение о возврате участникам мятежа и их потомкам имущества и прав. Амнистия распространялась также на всех тех, кто был обвинён в подобных деяниях со времени правления короля Хинтилы (636—640 годы). Эрвиг не хотел, чтобы его царствование было омрачено случаями вендетты.
Собор также осудил практику принуждения к даче показаний под пытками. В соборных актах заявлялось, что справедливость должна торжествовать без применения истязаний. Решением участников собора был установлен максимальный срок тюремного наказания.
Наконец, на Тринадцатом Толедском соборе был повторен запрет на преследование членов семьи монарха после его смерти.